# Мартінс-Еддішен (Меріленд)
Мартінс-Еддішен (англ. Martin's Additions) — селище (англ. village) в США, в окрузі Монтгомері штату Меріленд. Населення — 946 осіб (2020).

## Географія
Мартінс-Еддішен розташований за координатами 38°58′46″ пн. ш. 77°4′9″ зх. д. / 38.97944° пн. ш. 77.06917° зх. д. (38.979552, -77.069235).  За даними Бюро перепису населення США в 2010 році селище мало площу 0,36 км², уся площа — суходіл.

## Демографія
Згідно з переписом 2010 року, у селищі мешкали 933 особи в 321 домогосподарстві у складі 269 родин. Густота населення становила 2606 осіб/км².  Було 329 помешкань (919/км²).
Расовий склад населення:
| - 92,7 % — білих - 3,8 % — азіатів - 0,6 % — чорних або афроамериканців - 0,5 % — вихідців з тихоокеанських островів |

До двох чи більше рас належало 1,5 %. Частка іспаномовних становила 3,2 % від усіх жителів.
За віковим діапазоном населення розподілялося таким чином: 30,4 % — особи молодші 18 років, 53,8 % — особи у віці 18—64 років, 15,8 % — особи у віці 65 років та старші. Медіана віку мешканця становила 44,3 року. На 100 осіб жіночої статі у селищі припадало 96,4 чоловіків;  на 100 жінок у віці від 18 років та старших — 90,9 чоловіків також старших 18 років.
Медіана доходів становила 205 625 доларів для чоловіків та 131 250 доларів для жінок. За межею бідності перебувало 3,1 % осіб, у тому числі 4,0 % дітей у віці до 18 років та 3,1 % осіб у віці 65 років та старших.
Цивільне працевлаштоване населення становило 470 осіб. Основні галузі зайнятості: науковці, спеціалісти, менеджери — 35,7 %, освіта, охорона здоров'я та соціальна допомога — 15,7 %, публічна адміністрація — 12,8 %.